# Acanthurus achilles
Acanthurus achilles is een  straalvinnige vissensoort uit de familie van doktersvissen (Acanthuridae). De wetenschappelijke naam van de soort is voor het eerst geldig gepubliceerd in 1803 door George Shaw.